# Literaturjahr 1931
Liste der Literaturjahre

◄◄ | 1930 | Literaturjahr 1931 | 1932 | 1933 | 1934 | 1935 | ► | ►►

Weitere Ereignisse

## Ereignisse

### Prosa
- Februar: Die im Vorjahr verfassten Romane Monsieur Gallet, décédé und Le Pendu de Saint-Pholien von Georges Simenon erscheinen als erste Romane um Kommissar Maigret.

- Von Gerhart Hauptmann erscheinen die Erzählung Die Spitzhacke und die „Künstlernovelle“ Die Hochzeit auf Buchenhorst.
- Von Karl Jakob Hirsch erscheint der Roman Kaiserwetter.
- Erich Kästner veröffentlicht den Roman Fabian – Die Geschichte eines Moralisten sowie den Kinderroman Pünktchen und Anton.
- Von Weniamin Kawerin erscheint der Roman Unbekannter Meister.
- Von Erik Reger erscheint der dokumentarische Roman Union der festen Hand.
- Kurz vor Arthur Schnitzlers Tod erscheint seine zwischen 1912 und 1917 unter dem Arbeitstitel Wahn geschriebene Novelle Flucht in die Finsternis.
- Von Konrad Seiffert erscheint der Antikriegsroman Vormarsch im Osten.
- Von Franz Werfel erscheint der Roman Die Geschwister von Neapel.
- The Good Earth, der erste Teil einer Roman-Trilogie von Pearl S. Buck, erscheint.
- Von August Gailit erscheint der Roman Nippernaht und die Jahreszeiten.
- Von Rachel Field erscheint das Kinderbuch Calico Bush.
- Von Pierre Drieu la Rochelle erscheint der Roman Le Feu follet.

### Lyrik
- 24. März: Erich Kästners Gedicht Die Ballade vom Nachahmungstrieb erscheint in der Zeitschrift Die Weltbühne.

### Drama
- 5. März: Am Deutschen Theater Berlin wird Carl Zuckmayers Schauspiel Der Hauptmann von Köpenick in der Regie von Heinz Hilpert mit Werner Krauß in der Titelrolle uraufgeführt.
- 26. Oktober: Das Stück Mourning Becomes Electra (Trauer muss Elektra tragen) von Eugene O’Neill hat eine erfolgreiche Uraufführung am Guild Theatre am Broadway. Weitere 150 Aufführungen folgen.
- 2. November: Geschichten aus dem Wiener Wald von Ödön von Horváth wird unter der Regie von Heinz Hilpert am Deutschen Theater in Berlin uraufgeführt. Mitwirkende sind unter anderem Carola Neher, Peter Lorre, Hans Moser, Paul Hörbiger und Paul Dahlke. Trotz massiver Kritik aus konservativen und rechtsradikalen Kreisen ist dem Stück ein großer Erfolg beschieden.

### Wissenschaftliche Literatur
- Kurt Gödel veröffentlicht seine wichtigste Arbeit Über formal unentscheidbare Sätze der Principia mathematica und verwandter Systeme mit dem Beweis des Gödelschen Unvollständigkeitssatz.

### Preisverleihungen

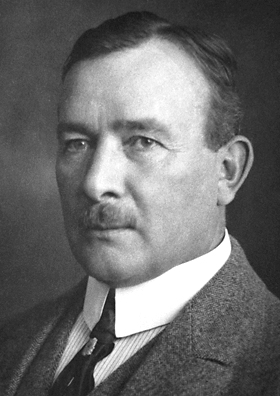
Erik Axel Karlfeldt kurz vor seinem Tod

- Der Schwede Erik Axel Karlfeldt erhält posthum den Nobelpreis für Literatur.
- Ödön von Horváth und Erik Reger erhalten den Kleist-Preis.

### Sonstiges
- 12. Oktober: Die wöchentliche The New York Times Best Seller list erscheint erstmals in The New York Times Book Review.
- Oktober: Das seit November 1903 erscheinende amerikanische Pulp Magazin The Popular Magazine kommt letztmals als eigenständige Veröffentlichung heraus.

## Geboren

### Januar bis März
- 02. Januar: Zakaria Tamer, syrischer Schriftsteller
- 04. Januar: Nora Iuga, rumänische Dichterin und Übersetzerin
- 04. Januar: Menis Koumandareas, griechischer Schriftsteller († 2014)
- 05. Januar: Juan Goytisolo, spanischer Journalist und Schriftsteller († 2017)
- 05. Januar: Joachim Knauth, deutscher Dramatiker, Hörspielautor und Essayist († 2019)
- 06. Januar: E. L. Doctorow, US-amerikanischer Schriftsteller und Herausgeber († 2015)
- 06. Januar: Joachim Specht, deutscher Schriftsteller († 2016)
- 09. Januar: Algis Budrys, US-amerikanischer Science-Fiction-Schriftsteller († 2008)
- 11. Januar: Claire Etcherelli, französische Schriftstellerin († 2023)
- 11. Januar: Mary Rodgers, US-amerikanische Musical-Komponistin und Schriftstellerin († 2014)
- 14. Januar: Yves Berger, französischer Schriftsteller († 2004)
- 14. Januar: Elmar Gunsch, österreichischer Moderator und Autor († 2013)
- 15. Januar: Tölögön Kasymbek, kirgisischer Schriftsteller und Publizist († 2011)
- 15. Januar: Alan Scholefield, südafrikanisch-britischer Schriftsteller und Journalist († 2017)
- 17. Januar: Nikolai von Michalewsky, deutscher Schriftsteller († 2000)
- 20. Januar: Ariyoshi Sawako, japanische Schriftstellerin († 1984)
- 22. Januar: Pat O’Shea, irische Schriftstellerin († 2007)
- 27. Januar: Mordecai Richler, kanadischer Schriftsteller († 2001)
- 28. Januar: Sakyō Komatsu, japanischer Science-Fiction-Schriftsteller († 2011)
- 29. Januar: Gert Hofmann, deutscher Schriftsteller († 1993)
- 30. Januar: Shirley Hazzard, britisch-US-amerikanische Schriftstellerin und Essayistin († 2016)
- 31. Januar: Léon Wurmser, US-amerikanischer Psychiater, Psychoanalytiker und Autor († 2020)

- 05. Februar: Hans-Georg Werner, deutscher Literaturhistoriker († 1996)
- 06. Februar: Heinz Kahlau, deutscher Dichter, Dramatiker sowie Verfasser von Drehbüchern und Kinderbüchern († 2012)
- 09. Februar: Thomas Bernhard, österreichischer Schriftsteller († 1989)
- 12. Februar: Janwillem van de Wetering, niederländischer Schriftsteller († 2008)
- 16. Februar: Alfred Kolleritsch, österreichischer Schriftsteller und Lyriker († 2020)
- 16. Februar: Makoto Ōoka, japanischer Lyriker und Literaturwissenschaftler († 2017)
- 18. Februar: Toni Morrison, US-amerikanische Schriftstellerin und Literaturnobelpreisträgerin († 2019)
- 24. Februar: Uri Orlev, israelischer Kinderbuchautor († 2022)

- 08. März: John McPhee, US-amerikanischer Sachbuchautor
- 11. März: Janosch (Horst Eckert), deutscher Kinderbuchautor und Schriftsteller
- 13. März: Wolfgang Kohlhaase, deutscher Drehbuchautor und Schriftsteller († 2022)
- 22. März: William Shatner, kanadischer Schauspieler, Sänger, Autor
- 23. März: Masako Togawa, japanische Schriftstellerin († 2016)
- 28. März: Jane Rule, kanadische Autorin († 2007)

### April bis Juni
- 01. April: Rolf Hochhuth, deutscher Dramatiker, Erzähler und Essayist († 2020)
- 02. April: Howard Engel, kanadischer Schriftsteller († 2019)
- 07. April: Donald Barthelme, US-amerikanischer Schriftsteller († 1989)
- 09. April: Leone Frollo, italienischer Comiczeichner und -autor († 2018)
- 10. April: Silvia Schlenstedt, deutsche Germanistin und Literaturwissenschaftlerin († 2011)
- 15. April: Tomas Tranströmer, schwedischer Lyriker und Nobelpreisträger († 2015)
- 16. April: Leo Bersani, US-amerikanischer Literaturtheoretiker († 2022)
- 24. April: Meinolf Wewel, deutscher Verleger
- 26. April: Helmut H. Schulz, deutscher Schriftsteller († 2022)
- 28. April: Chukwuemeka Ike, nigerianischer Schriftsteller († 2020)

- 01. Mai: Elsie Johansson, schwedische Schriftstellerin († 2025)
- 05. Mai: Irit Amiel, polnisch-israelische Dichterin, Schriftstellerin und Übersetzerin († 2021)
- 07. Mai: Gene Wolfe, US-amerikanischer Science-Fiction-Autor († 2019)
- 15. Mai: Rosetta Loy, italienische Schriftstellerin († 2022)
- 19. Mai: Margareta Strömstedt, schwedische Schriftstellerin, Journalistin und Übersetzerin († 2023)
- 23. Mai: Barbara Barrie, US-amerikanische Schauspielerin und Autorin
- 25. Mai: Manfred Peter Hein, deutscher Schriftsteller und Übersetzer († 2025)

- 01. Juni: Jamil Ahmad, pakistanischer Schriftsteller († 2014)
- 02. Juni: Anders Ehnmark, schwedischer Journalist und Schriftsteller († 2019)
- 03. Juni: John Norman, US-amerikanischer Fantasy- und Science-Fiction-Schriftsteller
- 04. Juni: Erasmus Schöfer, deutscher Schriftsteller und Essayist († 2022)
- 04. Juni: Jan Zábrana, tschechischer Schriftsteller, Dichter und Übersetzer († 1984)
- 06. Juni: Kiki Dimoula, griechische Dichterin († 2020)
- 07. Juni: Okot p’Bitek, ugandischer Dichter, Lehrer und Ethnologe († 1982)
- 11. Juni: Frédérick Tristan, französischer Schriftsteller († 2022)
- 12. Juni: Siv Widerberg, schwedische Schriftstellerin († 2020)
- 13. Juni: Irvin D. Yalom, US-amerikanischer Psychiater und Schriftsteller
- 16. Juni: István Eörsi, ungarischer Lyriker, Dramatiker, Prosaautor und Essayist († 2005)
- 21. Juni: Barbara Levick, britische Althistorikerin und Biografin († 2023)
- 21. Juni: Erik Neutsch, deutscher Schriftsteller († 2013)
- 23. Juni: Urs Jaeggi, Schweizer Soziologe, Schriftsteller, Maler und Bildhauer († 2021)
- 26. Juni: Colin Wilson, britischer Schriftsteller († 2013)
- 28. Juni: Jürg Federspiel, Schweizer Schriftsteller († 2007)
- 29. Juni: Jorge Edwards, chilenischer Schriftsteller und Diplomat († 2023)

### Juli bis September
- 01. Juli: Bruno Epple, deutscher Maler und Dichter († 2023)
- 03. Juli: Andreas Burnier, niederländische Schriftstellerin († 2002)
- 04. Juli: Jean-Baptiste Rossi, französischer Journalist, Drehbuchautor und Schriftsteller († 2003)
- 05. Juli: Reimar Lenz, deutscher Autor und Publizist († 2014)
- 06. Juli: Emily Nasrallah, arabische Schriftstellerin († 2018)
- 07. Juli: David Eddings, US-amerikanischer Fantasy-Autor († 2009)
- 10. Juli: Julian May, US-amerikanische Schriftstellerin († 2017)
- 10. Juli: Alice Munro, kanadische Schriftstellerin, Nobelpreis für Literatur 2013 († 2024)
- 11. Juli: Kurt Batt, deutscher Literaturwissenschaftler, Kritiker und Lektor († 1975)
- 15. Juli: Clive Cussler, US-amerikanischer Schriftsteller († 2020)
- 16. Juli: Hans Manz, Schweizer Autor von Kinderbüchern († 2016)
- 21. Juli: Jean Pliya, beninischer Schriftsteller und Dramatiker französischer Sprache († 2015)
- 22. Juli: Jacques Guidon, Schweizer bildender Künstler und Schriftsteller († 2021)
- 23. Juli: Jørn Riel, dänischer Schriftsteller († 2023)
- 29. Juli: Otti Pfeiffer, deutsche Lyrikerin sowie Kinder- und Jugendbuchautorin († 2001)
- 30. Juli: Dominique Lapierre, französischer Schriftsteller († 2022)

- 02. August: Ruth Maria Kubitschek, deutsch-schweizerische Schauspielerin und Autorin († 2024)
- 02. August: Philippa Schuyler, US-amerikanische Pianistin, Journalistin und Autorin († 1967)
- 10. August: Juri Jakowlewitsch Barabasch, sowjetischer bzw. russischer Kulturpolitiker und Journalist († 2024)
- 12. August: William Goldman, US-amerikanischer Autor († 2018)
- 12. August: Jiří Stránský, tschechischer Schriftsteller, Dramatiker und Übersetzer († 2019)
- 17. August: Jacques Neirynck, Schweizer Politiker, Elektrotechniker, Verbraucherschützer und Autor († 2025)
- 28. August: Henri Boulad, ägyptischer Jesuit, Mystiker und Buchautor († 2023)
- 29. August: Esteban López, niederländischer Schriftsteller († 1996)

- 01. September: Martin Stade, deutscher Schriftsteller († 2018)
- 03. September: Fritz J. Raddatz, deutscher Feuilletonist und Schriftsteller († 2015)
- 14. September: Ivan Klíma, tschechischer Schriftsteller
- 14. September: Rudi Strahl, deutscher Dramatiker, Erzähler und Lyriker († 2001)
- 17. September: Jacinto Gimbernard, dominikanischer Geiger und Schriftsteller († 2017)
- 19. September: Jean-Claude Carrière, französischer Drehbuchautor und Schriftsteller († 2021)
- 20. September: Malachy McCourt, irisch-amerikanischer Schauspieler und biograf. Autor († 2024)
- 22. September: Fay Weldon, britische Autorin und Feministin († 2023)
- 26. September: Gerhard Wehr, deutscher Schriftsteller († 2015)

### Oktober bis Dezember
- 12. Oktober: Christian Grote, deutscher Schriftsteller († 2023)
- 13. Oktober: Dritëro Agolli, albanischer Schriftsteller und Publizist († 2017)
- 15. Oktober: Bertil Galland, französischsprachiger Schweizer Journalist, Schriftsteller und Verleger
- 17. Oktober: Ernst Hinterberger, österreichischer Schriftsteller († 2012)
- 17. Oktober: Anatoli Pristawkin, russischer Schriftsteller († 2008)
- 17. Oktober: Gina Ruck-Pauquèt, deutsche Schriftstellerin († 2018)
- 19. Oktober: John le Carré, britischer Schriftsteller († 2020)
- 20. Oktober: Antti Hyry, finnischer Schriftsteller († 2016)
- 27. Oktober: Nawal El Saadawi, ägyptische Schriftstellerin und Kämpferin für die Menschenrechte († 2021)
- 30. Oktober: Ruth Klüger, US-amerikanische Literaturwissenschaftlerin und Schriftstellerin († 2020)
- 31. Oktober: Dan Rather, US-amerikanischer Journalist

- 12. November: Peter Biele, deutscher Lyriker, Schriftsteller, Essayist, Hörspielautor, Herausgeber … († 2021)
- 18. November: Wolfgang Wickler, deutscher Zoologe, Verhaltensforscher und Publizist († 2024)
- 28. November: Rinus Ferdinandusse, niederländischer Autor und Journalist († 2022)
- 28. November: Tomi Ungerer, französischer Schriftsteller und Illustrator († 2019)

- 02. Dezember: Nigel Calder, britischer Journalist und Essayist († 2014)
- 03. Dezember: Franz Josef Degenhardt, deutscher Liedermacher, Schriftsteller und Rechtsanwalt († 2011)
- 07. Dezember: Josef Göhlen, deutscher Kinderbuchautor
- 15. Dezember: Klaus Rifbjerg, dänischer Schriftsteller († 2015)
- 15. Dezember: Tanikawa Shuntarō, japanischer Schriftsteller und Lyriker
- 18. Dezember: Lois Gould, US-amerikanische Schriftstellerin († 2002)
- 24. Dezember: Walter Abish, US-amerikanischer Schriftsteller († 2022)
- 24. Dezember: Christian Enzensberger, deutscher Schriftsteller († 2009)
- 31. Dezember: Bob Shaw, britischer Science-Fiction-Autor († 1996)

## Gestorben
- 01. Januar: Hjalmar Bergman, schwedischer Schriftsteller (* 1883)
- 09. Januar: Claude Anet, französischer Schriftsteller (* 1868)
- 15. Januar: Leonhard Schrickel, deutscher Schriftsteller und Heimatforscher (* 1876)
- 20. Januar: Margrethe Munthe, norwegische Schriftstellerin (* 1860)

- 11. Februar: Dora Hohlfeld, deutsche Dichterin (* 1860)
- 19. Februar: Marie Eugenie Delle Grazie, österreichische Schriftstellerin (* 1864)

- 02. März: Georg Schaumberg, deutscher Schriftsteller (* 1855)
- 26. März: Otto Keller, schwäbischer Mundartdichter und Komponist (* 1875)
- 27. März: Arnold Bennett, britischer Schriftsteller (* 1867)

- 08. April: Erik Axel Karlfeldt, schwedischer Lyriker (* 1864)
- 10. April: Khalil Gibran, libanesischer Künstler und Dichter (* 1883)

- 14. Mai: Viktor Dyk, tschechischer Dichter, Prosaist, Dramatiker, Politiker und Rechtsanwalt (* 1877)
- 29. Mai: Felix Hollaender, deutscher Schriftsteller (* 1867)

- 10. Juli: Tony Schumacher, deutsche Kinderbuchautorin (* 1848)
- 12. Juli: Friedrich Gundolf, deutscher Literaturwissenschaftler jüdischer Herkunft (* 1880)
- 27. August: Frank Harris, irisch-englischer Autor und Redakteur (* 1856)

- 13. Oktober: Ernst Didring, schwedischer Schriftsteller (* 1868)
- 19. Oktober: Georg Engel, deutscher Schriftsteller (* 1866)

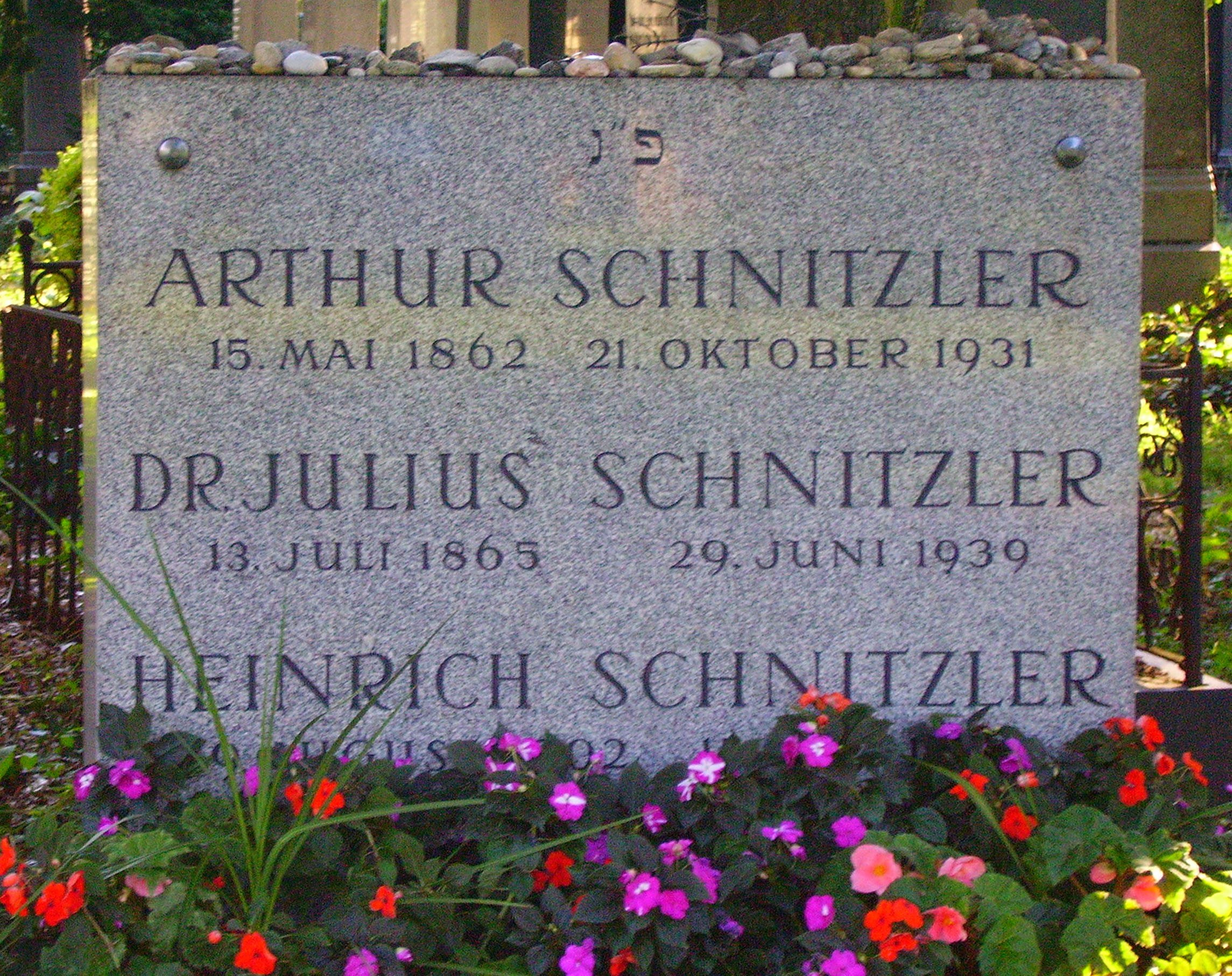
Schnitzlers Grab am Wiener Zentralfriedhof

- 21. Oktober: Arthur Schnitzler, österreichischer Schriftsteller und Dramatiker (* 1862)

- 05. November: Ole Edvart Rølvaag, norwegisch-amerikanischer Schriftsteller (* 1876)
- 13. November: Carl Müller-Rastatt, deutscher Schriftsteller, Literaturkritiker und Redakteur (* 1861)
- 18. November: Charles-Maurice Couyba, französischer Politiker und Schriftsteller (* 1866)
- 19. November: Xu Zhimo, chinesischer Dichter (* 1897)
- 10. Dezember: Max Elskamp, belgischer Dichter des Symbolismus (* 1862)
- 10. Dezember: Georg von Ompteda, deutscher Schriftsteller und Übersetzer (* 1863)
- 20. Dezember: Edvard Brandes, dänischer Kulturpolitiker und Schriftsteller (* 1847)